# Sigvard Ranelid
Sigvard Ranelid, ursprungligen Svensson, född 25 februari 1915 i Karoli församling i Malmö, död 7 november 1985 i Eriksfälts församling i Malmö, var en svensk målare och typograf. Han var bror till konstnären Folke Ranelid och far till författaren Björn Ranelid.
Sigvard Ranelid var utbildad vid Essems målarskola i Malmö men var i övrigt autodidakt. I olja och akvarell, men också tempera, utförde han stilleben samt landskapsmotiv. Sigvard Ranelid var yrkesverksam som typograf.
Han gifte sig 1938 med Margit Hansson (1913–1998). Makarna Ranelid är begravda på Fosie kyrkogård.